# Coité do Noia
Coité do Noia (pronuncia-se "Nóia", ditongo aberto)  é um município brasileiro, localizado na região central de Alagoas. Sua população, conforme estimativas do IBGE de 2018, era de 10 744 habitantes, enquanto sua área geográfica é de 88,759 km² (123,44 h/km²).
Limita-se ao norte e a oeste com o município de Igaci, ao sul com o município de Limoeiro de Anadia, a leste com o município de Taquarana e a noroeste com o município de Arapiraca.

## História
Coité do Noia foi elevado à categoria de município pela Lei Estadual Nº 2.616, de 21 de setembro de 1963.
O primeiro morador da região foi o sr. Manoel Severiano de Carvalho Noia — daí a origem do nome. A colonização de Coité do Noia esteve muito ligada aos movimentos que resultaram na implantação de Limoeiro de Anadia e, posteriormente, de Arapiraca. Por volta de 1880, segundo depoimento do mais antigo morador da cidade, existiam apenas quatro casas que pertenciam à família Noia, fundadores do povoado. Pouco tempo depois, procedente de Limoeiro de Anadia, fixou-se na região Manoel Jô da Costa, dedicando-se à exploração de gado e cultivo de terra. Pequenas e variadas veredas ligavam o local a Arapiraca e Limoeiro de Anadia. O núcleo que começava a se formar recebeu o nome de Coité, em razão do grande número de pés de coitizeiros. A comunidade foi aumentando com a chegada de famílias vindas de outros municípios. Aos primeiros moradores do lugar, juntaram-se Manoel Marques, de Pernambuco, e Manoel Cazuza, de Arapiraca. Logo após chegaram as famílias Bernardino e Virgem e o lugarejo tomou forma de povoado.
A abertura de novas estradas permitiu um intercâmbio maior entre o povoado e as cidades vizinhas. O fato contribuiu de forma decisiva para que Coité do Noia passasse a ocupar lugar de destaque na região. Em 1963, pela Lei Estadual Nº 2.616, Coité do Noia foi elevado à condição de município.

## Turismo
A cultura é demonstrada através de pinturas manuais, doces que são vendidos para as cidades vizinhas e para a capital Maceió. Também são produzidas peneiras de bambu que são vendidas para outros estados, além de colchas de retalhos bem criativas que também são vendidas para outros estados

## Menção
Foi mencionado na novela Roque Santeiro (Capítulo 54) como sendo a cidade natal de Sinhozinho Malta.